# ترود گوندرسون
ترود گوندرسون (زاده ۶ ژوئن ۱۹۷۷ در برگن )تکواندوکار بازنشسته نروژی است. او اولین و تنها نماینده تکواندوکار نروژ در المپیک تابستانی ۲۰۰۰ در سیدنی بود و در وزن زیر ۶۷ کیلوگرم مدال نقره گرفت. 
پس از بازی های المپیک تابستانی ۲۰۰۰، او تلاش کرد تا تمرینات سخت ورزشی را هم زمان با کوشش برای پزشک شدن ادامه دهد. اما در سال ۲۰۰۲ او از تکواندو حرفه ای کناره گیری کرد و تمام تلاش خود را بر روی مطالعات پزشکی متمرکز نمود. 